# Спальний район

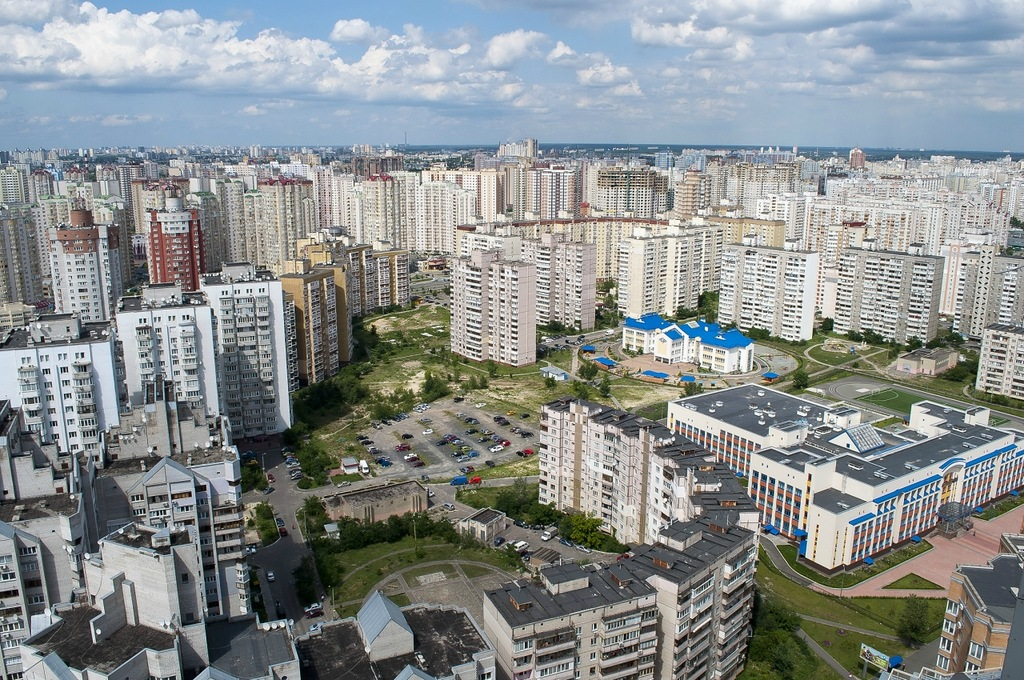
Спальний район Позняки, Київ

Спальний район — це переважно житловий район міста чи населений пункт, без великих комерційних або промислових будівель. Зазвичай жителі спальних районів їздять на роботу в інші райони чи населені пункти.

## Місце в міському плані
Спальні райони часто виникають внаслідок розростання міст на їх околицях. Райони можуть розширюватися по колу, хоча нерідко їхня експансія зумовлюється транспортними та топографічними особливостями населеного пункту. Зазвичай неподалік від їхніх житлових комплексів там розташовані державні дитячі садки та школи, є великі супермаркети та медичні заклади. Але жителі спальних районів здебільшого працюють у інших місцях, куди дістаються громадським або приватним транспортом. Спальні райони найбільш затребувані в місті для придбання власного житла молодими сім'ями та родинами середнього віку.
У багатьох країнах існує тенденція розширювати зони ринку праці, що призводить до збільшення загального обсягу поїздок на роботу. Так, у Швеції середня відстань поїздок на роботу збільшилася з 10 км у 1970 році до 15,6 км у 2005 році. Як наслідок зростає спеціалізація міських районів на офісні, індустріальні, спальні тощо. Спальні райони відносно ізольовані та часто розташовані в передмістях та містах-супутниках. Разом з тим їхнє населення є сумішшю культур і рас.
Прикладом спального району в Україні слугують деякі Київські райони: Оболонський, Голосіївський та Святошинський, Позняки.

## Архітектура
Типовими для спальних районів є стандартизовані багатоповерхові, щільно розташовані будинки. Їхні фасади здебільшого розташовані з протилежного від вулиці боку. Вперше зводити стандартизовані будинки промисловими методами взялись у Веймарській Німеччині в 1920-х. Але пік їх будівництва припав на час відбудови після Другої світової війни.
В Україні спальні райони почали активно будуватися в 1960-і роки завдяки житловій реформі, закладеній рішеннями ХХ з’їзду КПРС 1956 року) та постановою Ради Міністрів УРСР 1957. Так звані хрущовки мали типові проєкти, мінімалістичну архітектуру. Пріоритетами були функціональне призначення та утилітарний підхід.

## Проблеми

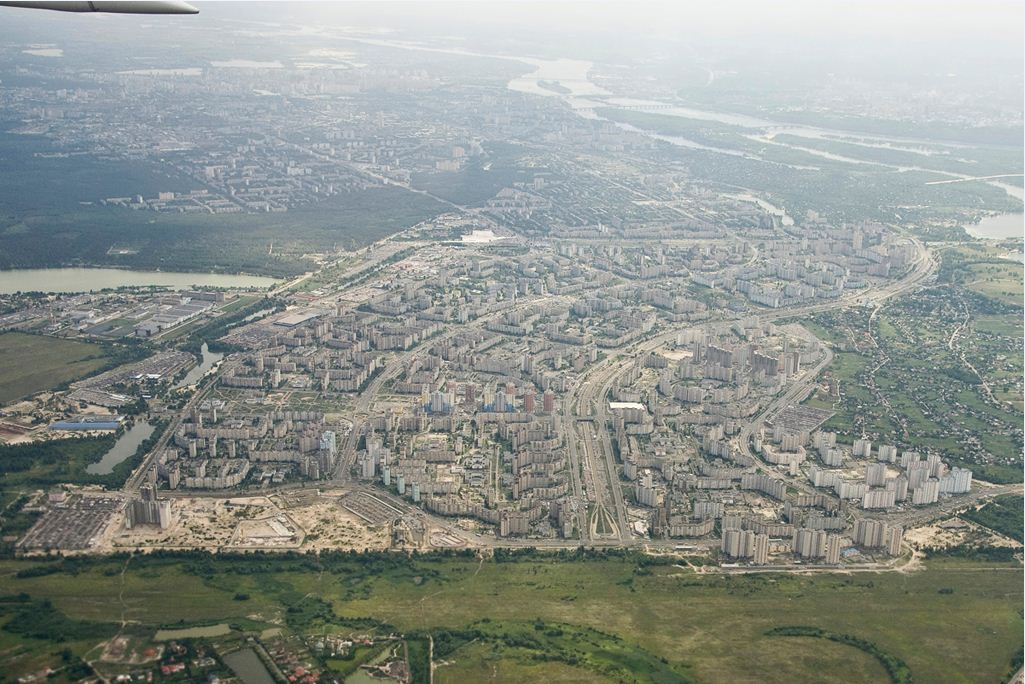
Вид з літака на житловий масив Вигурівщина-Троєщина, Київ

З часом інфраструктура спальних районів змінюється внаслідок зростання щільності населення. Двори перетворюються на парковки, ускладнюється автомобільний рух, місцеві заклади освіти переповнюються. Цим зумовлюється потреба в вищих новобудовах, здатних вмістити населення на тій же площі, створення підземних парковок.
Зростання віддаленої роботи порушує усталені уявлення про спальний район як місце, де люди проживають, але не працюють. Наприклад, на початку пандемії COVID-19 майже половина (46 %) людей у Англії працювали з дому, тоді як у Лондоні ця частка була ще вищою (57 %), згідно з даними Управління національної статистики.